# Gheorghe Săvoiu
Gheorghe Săvoiu (n. 12 februarie 1890 – d. 9 august 1971) a fost un general român care a îndeplinit funcția de director general al Serviciului Special de Informații din România în perioada 25 decembrie 1944 - 6 martie 1945. Gheorghe Săvoiu a fost arestat în 1949 până în 1951 și a fost condamnat la 2 ani de detenție.
După instalarea guvernului Petru Groza generalul de brigadă Gheorghe Săvoiu a fost trecut din oficiu în poziția de rezervă, alături de alți generali, prin decretul nr. 860 din 24 martie 1945, invocându-se legea nr. 166, adoptată prin decretul nr. 768 din 19 martie 1945, pentru „trecerea din oficiu în rezervă a personalului activ al armatei care prisosește peste nevoile de încadrare”.

## Decorații
- Ordinul „Steaua României” în gradul de ofițer (8 iunie 1940)[4]